# Zeszyty don Rigoberta
Zeszyty don Rigoberta (z hiszp. "Los cuadernos de Don Rigoberto") – powieść współczesnego peruwiańskiego pisarza Mario Vargasa Llosy, wydana w 1997 r. W Polsce pierwsze wydanie ukazało się w roku 1999, w przekładzie Filipa Łobodzińskiego, natomiast drugie – w roku 2004.
Powieść jest kontynuacją losów bohaterów "Pochwały macochy". Mario Vargas Llosa znów zalewa czytelnika ogromem erotyzmu, pruderii i fantazji. Książka napisana stylem i językiem typowym dla tego peruwiańskiego autora.
Po rozstaniu don Rigoberta i Lukrecji, następującym wskutek niesfornego zachowania Fonsito (chłopiec ma zaledwie 10 lat, jednak słownictwem związanym z seksualnością i podstępami w tej materii dorównuje dorosłym), któremu udało uwieść macochę (jego przebiegłe zachowanie i anielski wygląd powodują, iż Lukrecja nie jest w stanie mu się oprzeć), nadchodzi czas tęsknoty. Wygnana z domu Lukrecja pisze do męża liczne listy miłosne. Fonsito nękany przez sumienie rozpoczyna serię intryg, by na nowo połączyć zwaśnionych kochanków. W intrygę wciąga również służącą Justynianę. Chce, by macocha na nowo z nimi zamieszkała.